# 高寨墓群
高寨墓群，位于中国青海省互助县高寨乡东庄村，为第三批青海省文物保护单位，公布日期为1959年3月16日，类型为古墓葬。
高寨墓群的历史年代为汉。